# Gastralgia
Per gastralgia, o più comunemente "mal di stomaco", si intende un dolore vivo a carico dell'epigastrio. 

## Descrizione
Tale dolore può essere legato a diverse malattie gastriche come l'ulcera gastrica, una neoplasia, la dispepsia o la gastrite, ma anche la manifestazione clinica di problemi non prettamente gastrici (ad esempio patologie pancreatiche, colecistiche, o infarto miocardico).
Il dolore si caratterizza per essere solitamente di tipo spastico, ma può presentare caratteristiche estremamente diverse da situazione a situazione, il che ne complica la corretta interpretazione diagnostica. Sebbene non sempre legato ai pasti, tale dolore può provocare vomito o nausea.